# Distrofia muscular de cinturas R3 relacionada con alfa-sarcoglicano
La distrofia muscular de cinturas por déficit de alfa-sarcoglicano, también conocida como LGMD2D (en nomenclatura actual-2023- LGMDR3) por las iniciales en inglés de Limb Girld Muscular Dystrophy tipo 2D, es una enfermedad muscular de origen genético, hereditaria según un patrón autosómico recesivo. Se clasifica dentro de las distrofias musculares y esta provocada por una mutación en el gen SGCA situado en el cromosoma 17 humano. La expresión clínica es heterogénea y de gravedad variable, las primeras manifestaciones tienen lugar a partir de los 3 años, en ocasiones tardíamente hacia los 40, los síntomas principales son dificultad para la marcha, hipertrofia de los músculos de la pantorrilla, lengua aumentada de tamaño (macroglosia) y con poca frecuencia afectación de la función cardiaca.